# Station Maschen
Station Maschen (Maschen Personenbahnhof) is een spoorwegstation in de Duitse plaats Maschen, gemeente Seevetal, in de deelstaat Nedersaksen. Het station ligt aan de spoorlijn Lehrte - Cuxhaven.

## Indeling

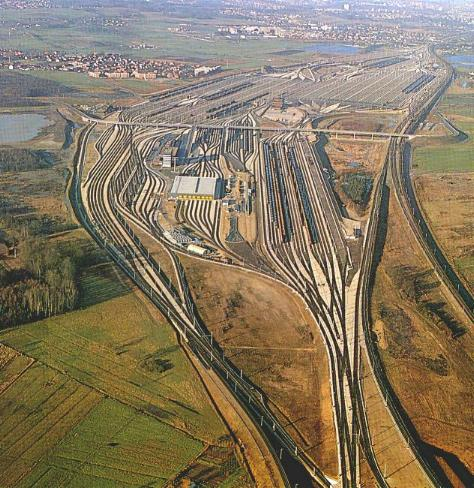
Rangeerstation Maschen in 1977. Rechts aan het einde van de brug ligt het reizigersstation.

Het station telt één eilandperron met twee perronsporen en is sober ingericht met een aantal abri's. Het perron is alleen te bereiken vanaf de noordzijde van de sporen via een voetgangerstunnel. Aan deze zijde is er ook een bushalte en een Parkeer en Reisterrein.
Het station ligt naast het Rangeerterrein Maschen, het grootste rangeerterrein van Europa en het een na grootste van de Wereld. Om geen verwarring te krijgen met het rangeerstation krijgt dit station in dienstregelingen de toevoeging Pbf (Personenbahnhof) en het rangeerterrein Rbf (Rangierbahnhof).

## Verbindingen
De volgende treinserie doet het station Maschen aan:
| Serie | Treinsoort              | Route                                              | Bijzonderheden |
| ----- | ----------------------- | -------------------------------------------------- | -------------- |
| RB 31 | Regionalbahn (metronom) | Hamburg Hbf – Hamburg-Harburg – Maschen – Lüneburg |                |

Hamburg-Harburg ·
Meckelfeld ·
Maschen · 
Stelle ·
Ashausen ·
Winsen (Luhe) ·
Radbruch ·
Bardowick ·
Bardowick ·
Lüneburg ·
Bienenbüttel ·
Bad Bevensen ·
Emmendorf ·
Uelzen ·
Suderburg ·
Unterlüß ·
Eschede ·
Celle ·
Ehlershausen ·
Otze ·
Burgdorf (Han) ·
Aligse ·
Lehrte ·